# آژانس شیشه‌ای
آژانس شیشه‌ای یک فیلم درام ایرانی محصول ۱۳۷۶ به نویسندگی و کارگردانی ابراهیم حاتمی‌کیا است. در این فیلم پرویز پرستویی، رضا کیانیان و حبیب رضایی بازی کرده‌اند. داستان فیلم دربارهٔ یک رزمندهٔ سابق جنگ ایران و عراق به نام عباس حیدری است که بر اثر جراحت جنگی در آستانهٔ مرگ است. هم‌رزم سابقش، حاج کاظم، تصمیم می‌گیرد که عباس را برای معالجهٔ فوری به لندن ببرد؛ ولی کارها طوری پیش می‌رود که آن‌ها موفق نمی‌شوند هزینهٔ بلیت هواپیما را سر وقت تأمین کنند. حاج کاظم، که مرگ عباس را برنمی‌تابد، برای نجات او دست به گروگان‌گیری در آژانس هواپیمایی می‌زند.
هنگامی که مدیران عالی وزارت فرهنگ و ارشاد اسلامی، مضمون دو فیلمِ حاتمی‌کیا به نام‌های از کرخه تا راین (۱۳۷۱) و برج مینو (۱۳۷۴) را تأیید نکردند، عرصهٔ کار برایش تنگ و از فیلم‌سازی دور شد. حاتمی‌کیا در همین دوران، با الهام از یک رویداد واقعی، فیلم‌نامهٔ آژانس شیشه‌ای را نوشت تا به فاصله گرفتن مدیران ارشد ایران از آرمان‌های انقلابی اعتراض کند ولی این فیلم‌نامه چنان تند و تلخ بود که با ساختش مخالفت شد. تغییر مدیران عالی سینما از جمله سید عزت‌الله ضرغامی در سال ۱۳۷۶ موجب صدور پروانهٔ تولید فیلم شد. محمدحسین صفار هرندی پیشنهاد سید علی خامنه‌ای، رهبر جمهوری اسلامی ایران، برای تغییراتی در پایان‌بندیِ فیلم‌نامه را نیز عامل حل این مشکل می‌داند. نگرانی‌ها بابت برداشت‌های نادرست از مضمون فیلم و حتی امکان توقیف فیلم، باعث شد که مراحل تولید، بی‌سروصدا در پاییز ۱۳۷۶ انجام شود.
مطابق انتظار و با آغاز نمایش آژانس شیشه‌ای در شانزدهمین دورهٔ جشنوارهٔ بین‌المللی فیلم فجر در بهمن ۱۳۷۶، موجی از جنجال‌ها نیز پیرامون فیلم آغاز شد. آژانس شیشه‌ای با ۱۴ نامزدی و دریافت ۹ سیمرغ بلورین در رشته‌های بهترین فیلم، بهترین کارگردانی، بهترین فیلم‌نامه، بهترین بازیگر نقش اول مرد، بهترین بازیگر نقش مکمل مرد، بهترین بازیگر نقش مکمل زن، بهترین موسیقی متن، بهترین تدوین، و بهترین فیلم از نگاه تماشاگران، و نیز یک دیپلم افتخار برای دیگر نامزد در رشتهٔ بهترین بازیگر نقش مکمل مرد، به رکوردی چشم‌گیر در تاریخ جشنواره فیلم فجر دست یافت. با آغاز نمایش عمومی فیلم از تیر ۱۳۷۷ در سراسر کشور، سینماها رونق گرفته و صف‌های طولانی برای تماشای فیلم ایجاد شد. شش نامزدی و دریافت دو تندیس زرین در دومین جشن سینمای ایران در رشته‌های بهترین کارگردانی و بهترین بازیگر نقش اول مرد نیز از مهم‌ترین جوایز این فیلم است. هفدهمین دوره جشنواره فیلم فجر نیز در سال ۱۳۷۷ این فیلم را به عنوان «بهترین فیلم سیاسی پس از انقلاب اسلامی» و جشنواره بین‌المللی فیلم مقاومت در سال ۱۳۹۷ آن را به عنوان «بهترین فیلم سینمای دفاع مقدس» انتخاب کرد. انجمن منتقدان و نویسندگان سینمایی ایران در سال ۱۳۸۷ این فیلم را به عنوان یکی از پنج فیلم برتر تاریخ سینمای ایران پس از انقلاب برگزید.
از نگاه اغلب منتقدان، آژانس شیشه‌ای یک فیلم حرفه‌ایِ خوش‌ساخت و بسیار صریح است که توانسته با ضرب‌آهنگ تندِ خود، لحظات هیجان‌انگیزی را رقم بزند. با این حال، دیدگاه منتقدان از منظر اجتماعی دربارهٔ درون‌مایهٔ فیلم، یک‌دست نیست. برخی منتقدان آژانس شیشه‌ای را یکی از سیاسی‌ترین و جنجالی‌ترین فیلم‌های سینمای ایران برشمرده‌اند؛ فیلمی که در سال‌های بعد به الگویی برای تولید فیلم‌های انتقادی در حوزه‌های سیاسی و اجتماعی تبدیل شد. اما واقعهٔ گروگان‌گیری که درون داستان فیلم قرار گرفته، مهم‌ترین نقطهٔ اختلاف‌نظر منتقدان است. از آن‌جایی که گروگان‌ها، نمادی از قشرهای مختلف مردم جامعه هستند، گروهی از منتقدان، گروگان گرفته شدن مردم توسط قهرمان اصلی را به تقابل فیلم‌ساز با جامعهٔ خود تعبیر، و وی را بابت چنین نگرشی سرزنش کرده‌اند اما منتقدان دیگری نیز معتقدند که خط تقابل اصلی در داستان، تقابل بین قهرمان اصلی و مأمور امنیتی است و نه گروگان‌ها. شباهت‌های بین این فیلم و بعدازظهر سگی (سیدنی لومت، ۱۹۷۵) نیز از موضوعات بحث‌برانگیز است که برخی این مسئله را یک تقلید قلمداد کرده‌اند اما برخی دیگر با رد اتهام تقلید، آژانس شیشه‌ای را نمونه‌ای درخشان از اقتباس سینمایی دانسته‌اند که در آن شخصیت‌پردازی کاملاً ایرانی صورت گرفته‌است.

## داستان
عباس، بسیجی خراسانی است که از سال‌های حضورش در جنگ ایران و عراق، ترکش خمپاره‌ای در کنار شاهرگ گردنش باقی مانده‌است.او به اصرار همسرش، نرگس، برای معاینه به تهران می‌آید و در خیابان، به شکل اتفاقی با همرزم سابقش، حاج کاظم، روبه‌رو می‌شود که مشغول مسافرکشی است. پزشک، وضعیت عباس را بحرانی تشخیص می‌دهد و توصیه می‌کند هرچه زودتر برای بیرون آوردن ترکش به لندن برود. کاظم برای تأمین هزینهٔ سفر عباس حاضر می‌شود اتومبیلش را بفروشد. خریدار اتومبیل پول را به‌موقع به حاج کاظم که با عباس در آژانس مسافرتی منتظر بودند، نمی‌رساند و حاج کاظم به‌ناچار به رئیس آژانس پیشنهاد می‌کند که تا زمان رسیدن پول، سوییچ و مدارک اتومبیل را به گرو بردارد و در عوض بلیت‌ها را صادر کند، اما رئیس آژانس نمی‌پذیرد. حاج کاظم اصرار می‌کند که عباس از رزمندگان سال‌های جنگ است تا شاید بدین‌گونه رئیس آژانس راضی شود، اما او در پاسخ، سخنانی طعنه‌آمیز دربارهٔ رزمندگان به زبان می‌آورد. حاج کاظم که عصبانی شده، شیشهٔ دفتر رئیس آژانس را می‌شکند و پس از خلع سلاح یک مأمور نیروی انتظامی که درون آژانس بود، مشتریان آژانس را گروگان می‌گیرد تا مسئولان ترتیب سفر فوری او و عباس به لندن را بدهند.
آژانس به سرعت توسط نیروی انتظامی محاصره می‌شود و در این بین اصغر، همرزم کاظم و عباس، نیز به افراد داخل آژانس می‌پیوندد. از طرف دیگر احمد کوهی —که خود نیز همرزم حاج کاظم بوده— به همراه فرد دیگری به نام سلحشور، به عنوان مأموران وزارت اطلاعات وارد آژانس می‌شوند و از حاج کاظم می‌خواهند که اسلحه را کنار بگذارد. حاج کاظم نمی‌پذیرد و پس از آزاد کردن چند گروگان، به احمد و سلحشور تنها تا ساعت ۶ صبح روز بعد مهلت می‌دهد تا اتومبیلی را برای بردن او و عباس به فرودگاه به آژانس بفرستند. ساعت ۶ صبح، اتومبیل به آژانس نمی‌آید و حاج کاظم، کشتن رئیس آژانس را صحنه‌سازی می‌کند تا مسئولان تحت فشار قرار گرفته و هرچه زودتر، خواسته‌های او را برآورده کنند اما عباس که از صحنه‌سازی بودنِ ماجرا اطلاع نداشت، دچار فشار عصبی شده و وضعیتش وخیم‌تر می‌شود. سرانجام خودرو می‌رسد و حاج کاظم، عباس را بر دوش گرفته و از آژانس خارج می‌شوند تا سوار خودروی مخصوص بشوند اما رانندهٔ اتومبیل، سوییچ آن را در اختیار ندارد. از سوی دیگر، مأموران نظامی با نقشهٔ قبلی وارد آژانس می‌شوند و گروگان‌ها را آزاد می‌کنند. سلحشور، شادمان، همه چیز را پایان‌یافته تلقی می‌کند و قصد بازداشت حاج کاظم و عباس را دارد، اما ناگهان احمد کوهی با بالگرد از راه می‌رسد و با حکمی از مسئولان عالی‌رتبه، عباس و کاظم را علی‌رغم مخالفت سلحشور، به فرودگاه می‌برد. هنوز هواپیما از مرز هوایی کشور خارج نشده که درست در لحظهٔ تحویل سال نو، عباس از دنیا می‌رود.

## بازیگران
- پرویز پرستویی در نقش حاج کاظم
- رضا کیانیان در نقش سلحشور
- حبیب رضایی در نقش عباس حیدری
- اصغر نقی‌زاده در نقش اصغر
- قاسم زارع در نقش احمد کوهی
- بیتا بادران در نقش نرگس
- صادق صفایی در نقش دکتر بهمن
- نسرین نکیسا در نقش فاطمه
- محمد حاتمی در نقش حاجی فیروز
- فرشید زارعی‌فرد در نقش مدیر آژانس
- مجید مشیری در نقش عباس کیارستمی
- بهروز پرستویی در نقش ابوذر
- بهروز شعیبی در نقش سلمان
- مهرداد فلاحتگر در نقش سرگرد نامور

## مراحل تولید

### شکل‌گیری ایده تولید
رضا درستکار، منتقد هنری، طی مقاله‌ای مفصل به تشریح موج‌ها و جریان‌های اصلی سینمای ایران پرداخته و در این بین، نگاهی هم به آثار ابراهیم حاتمی‌کیا و جایگاه آژانس شیشه‌ای در میان آثار او داشته‌است. به باور او ویژگی اصلی آثار حاتمی‌کیا، جستجوی هویت و بازشناسی خودِ انسانی، به دور از هیاهوها و نزاع‌های مادی است که این، به هیچ وجه با بخش دیگر سینمای ایران قابل مقایسه نیست. قهرمانِ حاتمی‌کیا، به شناخت ممتازی از هستی رسیده و در هر فیلم، مسیر تعالی را با مضمونی متفاوت طی کرده‌است هرچند که عصبیت‌ها و پرخاش‌گری در آژانس شیشه‌ای، اجازهٔ پرداختن به آن مسائل را از کارگردان سلب کرد.
به گفتهٔ درستکار، سال‌های ۱۳۷۳ تا ۱۳۷۷، از سخت‌ترین روزهای دوران کاری حاتمی‌کیا است. او با بوی پیراهن یوسف و برج مینو در جشنواره چهاردهم فجر، و با آژانس شیشه‌ای در جشنواره شانزدهم حضور پیدا کرد. در دورهٔ جایگزینی‌های مکرر مدیران سینمایی، چهار نوع سلیقه و طرز فکر در دو بازوی مدیریت سینما یعنی معاونت امور سینمایی وزارت فرهنگ و ارشاد اسلامی و بنیاد سینمایی فارابی به کار گمارده شدند. این تغییرات مداوم، اجازهٔ برنامه‌ریزی بلندمدت را از مدیریت سینمای ایران گرفت و تولیدات در هر سال، تابع موازین خاصِ همان سال و مدیرانِ وقت بود. در این دوره، حاتمی‌کیا با به‌کارگیری عناصر مهم و دخیل در سینما، به پالایش سینمای خود و کشف و شهودها مشغول بود ولی این کشف و شهودها به مذاق مدیران سینما خوش نیامد. بوی پیراهن یوسف و برج مینو که هر دو را حاتمی‌کیا در سال ۱۳۷۴ ساخته بود، از سوی وزارت ارشاد با پایین‌ترین درجهٔ کیفی یعنی «ج» درجه‌بندی شد. این اتفاق موجب سرخوردگی وی شده و برای مدتی، او را از فیلم‌سازی دور کرد. اما این پایان حاشیه‌های حاتمی‌کیا نبود. او پس از نمایش برج مینو، برای ادای توضیحات پیرامون شایعاتی که بر سر زبان‌ها بود، به معاونت امور سینمایی فراخوانده شد. به نظر درستکار، احضار به دلیل «شایعات تخیلی»، خاطرهٔ تلخی در حافظهٔ حاتمی‌کیا بود که به دو سال سکوت او انجامید.
حاتمی‌کیا به علت مشکلاتی که با مسئولان سینمایی کشور از جمله سید عزت‌الله ضرغامی، معاون سینمایی وقت داشت، از فیلم‌سازی فاصله گرفت و در مغازهٔ پدرش به فروشندگی پرداخت. هرچند ضرغامی، حمید خاکبازان مدیرکل نظارت و ارزشیابی معاونت امور سینمایی را به دلیل عدم تعامل مناسب و سوءظن شدیدی که نسبت به هنرمندان داشت، برکنار و حبیب‌الله کاسه‌ساز را به جای او گمارده بود، اما همچنان خبری از بازگشت حاتمی‌کیا به سینما نشد. نسخهٔ اولیهٔ فیلم‌نامهٔ آژانس شیشه‌ای در همین زمان به نگارش درآمده‌است.
او که پس از اتفاقات و حاشیه‌های پیش آمده، دیگر امیدی به دریافت پروانهٔ ساخت برای فیلم‌های بعدی‌اش نداشت، در نوشتن فیلم‌نامهٔ جدیدش، با صراحت تمام به بیان دل‌مشغولی‌ها، دغدغه‌ها و احوال درونی خودش پرداخت و سپس فیلم‌نامه را نزد برخی صاحبنظران از جمله سید محمد بهشتی شیرازی مدیرعامل سابق بنیاد سینمایی فارابی و سید عطاءالله مهاجرانی معاون وقت امور حقوقی و مجلس رئیس‌جمهور برده بود. بهشتی پس از خواندن فیلم‌نامه، ساختن این فیلم را «انتحار سیاسی» خوانده بود. مهاجرانی نیز از حاتمی‌کیا خواسته بود که تمام نسخه‌های فیلم‌نامه را جمع‌آوری کرده و به مسئولان نشان ندهد زیرا که چنین داستانی می‌توانست برای حاتمی‌کیا خطرساز باشد.

### پیش‌تولید
« بعضی از دوستان که فیلم‌نامه را خوانده بودند، از بیرون از ارشاد به شدت مخالفت کردند و گفتند: پوست تو را خواهیم کَند [چون] به فیلم‌نامه‌ای که جنگ مسلحانه علیه نظام است، پروانهٔ ساخت دادی. »

حبیب‌الله کاسه‌ساز مدیرکل نظارت و ارزشیابی معاونت امور سینمایی در سال ۱۳۷۶
به دنبال نتایج انتخابات ریاست‌جمهوری خرداد ۱۳۷۶، ضرغامی استعفا داد و محمد رجبی سرپرستی معاونت امور سینمایی را تا زمان تشکیل دولت جدید برعهده گرفت. در شهریور ۱۳۷۶، مهاجرانی به وزارت ارشاد رسید و سیف‌الله داد رئیس وقت هیئت مدیره خانه سینما را به عنوان معاون جدید امور سینمایی منصوب کرد. به گزارش نسیم آنلاین، با این تغییرات مدیریتی در سینما، حاتمی‌کیا به دریافت پروانهٔ ساخت امیدوار شده و فیلم‌نامه را برای همین منظور به مراجع ذی‌صلاح ارسال کرد؛ ولی ناکام ماند چرا که به علت فضای تلخ حاکم بر فیلم‌نامه و پایان‌بندی تاریک آن، همهٔ اعضای شورای صدور پروانه، با اعطای پروانهٔ ساخت به فیلم او مخالفت کردند. با این حال و علی‌رغم مخالفت شورا، کاسه‌ساز به علت آشنایی قبلی با حاتمی‌کیا، صرفاً با گرفتن یک قول از حاتمی‌کیا برای تغییر پایان‌بندی فیلم، پروانهٔ ساخت آژانس شیشه‌ای را به مسئولیت خود صادر کرد. بدین‌ترتیب، حاتمی‌کیا توانسته بود در دوران گذارِ دولت‌ها، پروانهٔ ساخت فیلمش را بگیرد. به روایت کاسه‌ساز، مخالفت‌های شدیدی از بیرون از وزارتخانه نیز با ساخت این فیلم وجود داشت تا جایی که وی را به دلیل صدور پروانهٔ ساخت فیلم، مورد تهدید قرار داده بودند.
از تغییر پایان‌بندی فیلم، به عنوان یک عامل مهم در دریافت پروانهٔ ساخت فیلم یاد شده‌است. حاتمی‌کیا بعد از ناامید شدن از اداره‌کل نظارت و ارزشیابی، نامه‌ای به سید علی خامنه‌ای رهبر جمهوری اسلامی ایران نوشته و از وضعیت پیش‌آمده برای فیلم‌نامه‌اش گلایه می‌کند. ایشان نیز بعد از مطالعهٔ فیلم‌نامه، دربارهٔ پایان‌بندی فیلم می‌گوید: «اگر همهٔ درها بسته شود، درِ دفتر رهبری که بسته نمی‌شود.» همین جمله، به تغییر پایان‌بندی فیلم‌نامه منجر شده و به جای خودروی بنز وزارت اطلاعات، این بالگرد دفتر رهبری است که به سراغ حاج کاظم و رفیق‌اش عباس می‌آید و شرایط عبور آنها از بحران را فراهم می‌کند. محمدحسین صفار هرندی در این باره می‌گوید که پایان‌بندیِ موردنظر حاتمی‌کیا برای فیلم به آنجا منجر می‌شد که تنها راه، شورش باشد و همین باعث شد که مانع تولید فیلم شوند. بر اساس این روایت، سید علی خامنه‌ای بعد از دیدن سناریو می‌گوید: «بالاخره یک رهبر در این مملکت نیست که چیزی بگوید و گره را باز کند؟» بنابراین، موضوع بالگرد بر اساس همان حرف طراحی می‌شود. با این حال، بخشی از دیالوگ‌های صحنهٔ آخر فیلم که دربارهٔ پیغام رهبری به حاج کاظم نوشته شده بود، در مرحلهٔ تولید، حذف شد. در ابتدا قرار بوده که تولید فیلم توسط شرکت سینا فیلم — یک شرکت سینمایی که توسط سیف‌الله داد، منوچهر عسگری‌نسب و منوچهر محمدی تأسیس شده و تولید از کرخه تا راین را نیز انجام داده بود — انجام شود. اختلاف‌نظر مدیران سینا فیلم بر سر عواقب نمایش یک گروگان‌گیری توسط یک بسیجی، باعث شده بود که منوچهر محمدی پیشنهاد بدهد که فیلم‌نامه برای بیت رهبری ارسال شده و پس از اطلاع از نظر رهبری، تصمیم نهایی را بگیرند. پاسخی که پس از سه روز دریافت شد — جملهٔ «مگر درِ این خانه بسته‌است؟» — از سوی سیف‌الله داد و منوچهر عسگری‌نسب تفسیر به مخالفت ایشان شده و با تولید آژانس شیشه‌ای توسط این شرکت نیز مخالفت شده بود.

### تولید

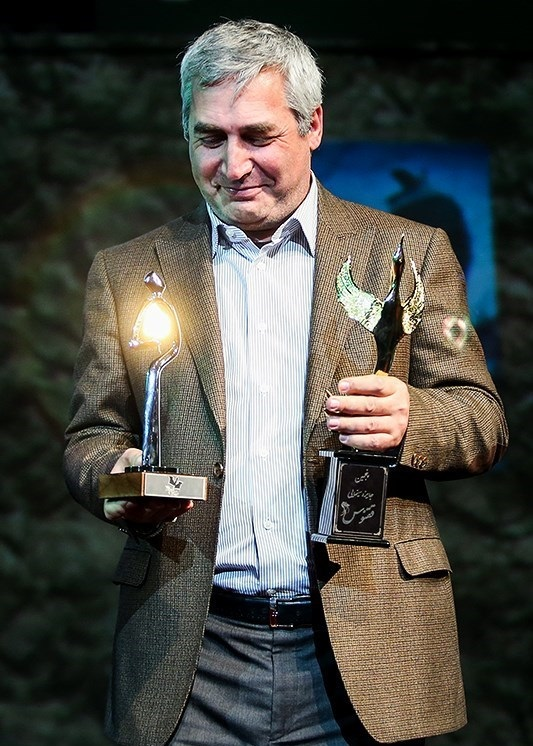
نگاره‌ای از ابراهیم حاتمی‌کیا، کارگردان آژانس شیشه‌ای

فیلم‌برداری آژانس شیشه‌ای دو ماه به طول انجامید. ضبط سکانس‌های درون آژانس مسافرتی که بخش عمدهٔ زمان فیلم است، در پنج روز انجام شد. مکان فیلم‌برداری آژانس مسافرتی در منطقه ۶ تهران، حوالی تقاطع بلوار کریم‌خان زند و خیابان خردمند شمالی قرار داشت. این آژانس تا سال ۱۳۸۷ که تغییر کاربری داده و به باجهٔ بانک تبدیل شد، با بیشتر جزئیاتِ هنگام فیلم‌برداری، دست‌نخورده باقی بود. صحنهٔ فرود بالگرد در این خیابان، یکی از مهم‌ترین اتفاقات تکنیکی در سینمای بعد از انقلاب توصیف شده‌است. گزارشگر ماهنامهٔ سینما تئاتر که روز ۹ آبان در صحنهٔ فیلم‌برداری حاضر شده بود، در گزارش خود، خبر از تصویربرداری فرود بالگرد در این روز داده‌است.
ابتدا قرار بود که غیر از پرویز پرستویی، هیچ بازیگر حرفه‌ایِ دیگری در آژانس شیشه‌ای حضور نداشته باشد تا سایر بازیگران، چهره‌های ناشناخته باشند که ماجرای فیلم هرچه بیشتر به مستند نزدیک شود و باورپذیرتر جلوه کند، اما این ایده عملی نشد زیرا گروه تولید، چهره‌های مناسبِ شناخته‌نشده برای ۴۸ نقش مورد نیاز را پیدا نکردند. در نتیجه، از تعدادی بازیگران حرفه‌ای و نیمه حرفه‌ای استفاده شد. بازیگردان نخست فیلم، آتیلا پسیانی بود ولی به دلیل حضور در یک مجموعه تلویزیونی، ادامهٔ کار بازیگردانی توسط کیانیان انجام شد. رضا کیانیان به عنوان بازیگردانِ بازیگران فیلم، از بازیگران نقش‌های گروگان خواسته بود که خود را در موقعیت واقعی فرض کرده و واکنش‌های احتمالی که در آن موقعیت انجام خواهند داد را بیان کنند. او همچنین گفتگوهایی نوشته شده توسط حاتمی‌کیا را که لحن آرمانی داشت، پس از مشورت با حاتمی‌کیا به زبان گفتاری تبدیل کرده و برای اعمالِ حداکثرِ واقع‌گرایی، جزئیات گفتگوها را با تمرین و مشورت گرفتن از خودِ بازیگران، کمی تغییر می‌داد. نظر حاتمی‌کیا بر این بود که عباس حیدری (با بازی حبیب رضایی) برای معصومیت و مظلومیت بیشتر، باید لهجهٔ یکی از شهرستان‌ها را داشته باشد که به دلیل آشنایی حبیب رضایی با لهجه مشهدی، این لهجه برای نقش او و همسرش، نرگس (با بازی بیتا بادران) انتخاب شد. همچنین قرار بوده که کیانیان فقط بازیگردان فیلم باشد و نقشی در جلوی دوربین نداشته باشد اما تست بازیگران مختلف برای نقش مدیر امنیتی، رضایت‌بخش نبود و در نهایت، خودش این نقش را ایفا کرد.
فیلم‌نامهٔ آژانس شیشه‌ای توسط خودِ حاتمی‌کیا و با مشاورهٔ «مدرسهٔ کارگاهیِ فیلم‌نامه‌نویسی» (وابسته به سازمان توسعه سینمایی سوره)، سیروس رنجبر، حبیب احمدزاده و مهدی سجاده‌چی نوشته شده‌است. مهم‌ترین تفاوت فیلم‌نامهٔ چاپ‌شده و نسخه‌ای که تولید شده و به نمایش درآمد، فشرده ساختن و پیوسته کردن عناصر، لحظه‌ها و گفتگوهای فیلم است. غلظت احساسات‌گرایی در رفتار و گفتار، تمرکز بر شخصیت‌های اصلی و تک‌بُعدی بودن اغلب شخصیت‌های فرعی نیز از ویژگی‌های مهم فیلم‌نامهٔ چاپ شده‌است که در نسخهٔ تولیدشده، دستخوش تغییر شدند. در فیلم‌نامهٔ اولیه، وقتی حاج کاظم و عباس از آژانس بیرون می‌آیند، همهٔ مأموران نیروی انتظامی و خودروهای آنها هنوز در صحنه هستند. در اواسط فیلم‌برداری، حمیدرضا چارکچیان، دستیار اول کارگردان و برنامه‌ریز، پیشنهاد کرد که در این صحنه، خیابان خلوت باشد. این پیشنهاد با استقبال کیانیان و حاتمی‌کیا روبرو شد چرا که اگر به حالت اول عمل می‌شد، صحنه‌ای شلوغ مشابه فیلم‌های پلیسی ایجاد می‌شد که جذابیت فوق‌العاده‌ای نداشت اما در حالت دوم، که در فیلم‌برداری نیز ترتیب اثر داده شده‌است، عنصر غافلگیری برای حاج کاظم و نیز برای تماشاگر وجود دارد. افزوده شدن خط‌کشی‌های خیابان نیز به رعب‌انگیزی صحنه منجر شده بود. حاتمی‌کیا برای تولید بعضی صحنه‌ها نیاز به اسلحه و خودروی پلیس داشت اما نیروی انتظامی حاضر به همکاری با فیلم نبود؛ بنابراین تنها یک اسلحهٔ واقعی در اختیار داشتند که آن هم از سوی یکی از آشنایان کارگردان قرض داده شده بود و بقیهٔ اسلحه‌های استفاده شده در فیلم‌برداری، چوبی بودند. همین مسئله باعث شده بود که پلیس تصور کند که قرار است که چهره‌ای نامطلوب از آنها به نمایش درآید. تولید فیلم به‌گونه‌ای پیش می‌رفت که هر لحظه، نگرانی بابت امکان توقف مراحل تولید، حتی در حین تدوین نیز وجود داشت. تمام عوامل فیلم، باور داشتند که ریسک بزرگی برای حضور در این پروژه انجام داده‌اند. حاتمی‌کیا در هنگام نمایش فیلم نیز، در سکوت کامل بود و هیچ مصاحبه‌ای انجام نداد. سرانجام آژانس شیشه‌ای در ۱۱۸ دقیقه تولید شد.

### عوامل تولید
عوامل اصلی تولید آژانس شیشه‌ای به شرح زیر است:
- کارگردان: ابراهیم حاتمی‌کیا
- تهیه‌کننده: ورا هنر، بنیاد سینمایی فارابی
- مدیر تولید: مهدی کریمی، علی قائم مقامی
- نویسنده: ابراهیم حاتمی‌کیا
- بازیگردان: رضا کیانیان
- مدیر فیلم‌برداری: عزیز ساعتی
- عکاس: میترا محاسنی
- طراح صحنه و لباس: پرویز شیخ‌طادی، حمیدرضا چارکچیان
- جلوه‌های ویژه: محسن روزبهانی
- تدوین‌گر: هایده صفی‌یاری
- صداگذار: محسن روشن
- صدابردار: محمود سماک‌باشی
- آهنگساز: مجید انتظامی
- طراح چهره‌پردازی: مهرداد میرکیانی

## موسیقی
موسیقی متن فیلم ساختهٔ مجید انتظامی است که پیش از این فیلم با حاتمی‌کیا در ساخت از کرخه تا راین و بوی پیراهن یوسف هم همکاری کرده بود. پیوستگی حضور موسیقی در آژانس شیشه‌ای، به اندازهٔ آثار قبلی انتظامی نیست و در عوض، تلاش شده تا با بهره‌گیری از سکوت، بیننده به تفکر و تأمل فرو برود. بنابراین موسیقی آژانس شیشه‌ای، از نظر احاطهٔ بر تصاویر نیز در حد آن دو نیست اما همچنان در بعضی صحنه‌ها، حضور خود را بر صحنه تحمیل می‌کند. یکی از ویژگی‌های اصلی آثار انتظامی، پنهان نشدن پشت تصاویر و حضور احساسی قوی در تمام لحظه‌هاست که معمولاً با استفاده از یک ساز، تلفیق با مجموعه سازهای زهی و رسیدن به نقطهٔ اوج صورت می‌گیرد. برای مثال، در صحنه‌ای که حاج کاظم و عباس در حال خروج از آژانس هستند، تنها موسیقی صحنه، صدای رنگ‌پاشی ماشینی است که مشغول خط‌کشی خیابان است. همین صدا، تعلیق خاصی ایجاد کرده اما ناگهان با آغاز موسیقی کُرال، انتزاعِ جذاب صحنه را از بین می‌برد. افشین فرقانی، منتقد، موسیقی آژانس شیشه‌ای را بی‌توجه به مفاهیم مضمونی فیلم دانسته چرا که فقط به برجسته کردن خطوط عاطفی فیلم قناعت می‌کند. تعدادی از قطعات این آلبوم در سوئیت سمفونی «این فصل را با من بخوان» در تالار وحدت اجرا شده‌است.
ابوالفضل لیره (زادهٔ ۱۳۵۰)، نقاش ایرانی، با الهام‌گیری از موسیقی متن فیلم، یک نمایشگاه نقاشی با نام آژانس شیشه‌ای در سال ۱۳۸۰ در گالری سیحون تهران برگزار کرد.

### فهرست قطعه‌ها
| شماره      | نام               | مدت   |
| ---------- | ----------------- | ----- |
| ۱.         | «نامه‌ای به فاطمه» | ۵:۱۴  |
| ۲.         | «پرواز»           | ۳:۲۹  |
| ۳.         | «بحران»           | ۲:۱۶  |
| ۴.         | «وداع با کاظم»    | ۱:۴۹  |
| ۵.         | «دیدار»           | ۱:۴۵  |
| ۶.         | «انقلاب درون»     | ۲:۱۴  |
| ۷.         | «راز دل»          | ۷:۰۳  |
| ۸.         | «بازگشت»          | ۴:۳۸  |
| ۹.         | «به سوی او»       | ۶:۰۷  |
| ۱۰.        | «در تاریکی»       | ۴:۵۶  |
| ۱۱.        | «به دنبال قربانی» | ۲:۳۱  |
| ۱۲.        | «وصیت»            | ۲:۳۹  |
| ۱۳.        | «ظلمت»            | ۲:۲۸  |
| ۱۴.        | «انفجار»          | ۱:۲۵  |
| ۱۵.        | «به یاد فاطمه»    | ۳:۲۸  |
| ۱۶.        | «پلاک»            | ۲:۳۹  |
| مجموع مدت: | مجموع مدت:        | ۵۵:۳۴ |

## نمایش
| رتبه | نام فیلم     | تعداد تماشاگر | کل فروش           | ارزش معادل در سال ۱۴۰۱ |
| ---- | ------------ | ------------- | ----------------- | ---------------------- |
| ۱    | مرد عوضی     | ۳٬۷۹۲٬۰۳۳ نفر | ۸۴۹٬۳۶۴٬۶۲۰ تومان | ۸۶٬۸۹۴٬۲۸۹٬۵۲۴ تومان   |
| ۲    | یاس‌های وحشی  | ۲٬۱۶۱٬۱۸۸ نفر | ۴۱۱٬۰۹۵٬۳۷۰ تومان | ۴۲٬۰۵۷٬۱۳۲٬۱۹۲ تومان   |
| ۳    | آژانس شیشه‌ای | ۱٬۲۷۷٬۸۹۵ نفر | ۳۰۰٬۷۲۰٬۴۷۰ تومان | ۳۰٬۷۶۵٬۲۲۲٬۵۸۰ تومان   |
| ۴    | کمکم کن      | ۱٬۰۷۸٬۵۹۹ نفر | ۲۳۴٬۶۷۷٬۱۹۰ تومان | ۲۴٬۰۰۸٬۶۶۱٬۵۴۸ تومان   |
| ۵    | سارای        | ۱٬۰۷۶٬۱۳۹ نفر | ۲۱۲٬۸۴۵٬۳۴۰ تومان | ۲۱٬۷۷۵٬۱۵۳٬۰۵۲ تومان   |

اولین نمایش عمومی آژانس شیشه‌ای از جشنواره بین‌المللی فجر در بهمن ۱۳۷۶ انجام شد. این فیلم توانست اغلب جایزه‌های جشنواره از جمله جایزهٔ بهترین فیلم از نگاه تماشاگران را از آنِ خود کند.
سینمای ایران در سال ۱۳۷۷، شرایط خاصی را پشت سر گذاشت که در میزان فروش فیلم‌ها نیز تأثیر داشت. با اعلام سیاست‌های جدید سینمایی در اسفند ۱۳۷۶، انتشار جدول نمایش فیلم توسط معاونت امور سینمایی وزارت فرهنگ و ارشاد از ابتدای سال ۱۳۷۷ متوقف شد تا تاریخ، طول نمایش، و سقف و کف فروش بر عهدهٔ سینماگران باشد. در هنگام نمایش آژانس شیشه‌ای، بیش از ۷۰٪ مناطق شهری کشور فاقد سینما بودند و در کل کشور، با وجود جمعیت ۶۰ میلیونی، تنها ۲۸۸ سینما با ۳۰۵ سالن نمایش به ظرفیت ۱۷۲ هزار نفر وجود داشت که ۷۷ سالن متعلق به تهران بود. همچنین، نتایج یک پیمایش میدانی در این سال نشان داد که ۸۰٪ از تماشاگران سینما فقط در صورت نمایش فیلم‌های جذاب، به سینما خواهند رفت. به بیان دیگر، تنها ۲۰٪ از تماشاگران سینما را تماشاگران حرفه‌ای تشکیل می‌داد. به گزارش همشهری، اگرچه کمبود سالن‌های سینما، جذابیت ضعیف فیلم‌ها، تغییرات بنیادین در سیاست‌های نمایش و نیز همزمانی این روزها با حضور تیم ملی فوتبال ایران در جام جهانی فوتبال ۱۹۹۸، موجب تعمیق رکود در صنعت سینما شده بود، اما نمایش آژانس شیشه‌ای با استقبال گسترده‌ای مواجه شد و در نخستین هفتهٔ نمایش، با رکورد قابل توجه فروش روزانه ۳ میلیون تومان در تهران، در صدر جدول فروش قرار گرفت. نمایش فیلم در «گروه یک سینمایی تهران» از ۱۷ تیر به مدت ۷ هفته ادامه داشت که در این مدت، درآمد حاصل از فروش فیلم به ۱۴۵ میلیون تومان رسید. تعداد بینندگان آژانس شیشه‌ای تا اواخر مرداد ۱۳۷۷ در شهر تهران، به ۴۳۶٬۰۰۰ نفر رسید و از میان ۱۶ فیلمِ به‌نمایش درآمده در نیمهٔ نخست سال ۱۳۷۷، عنوان پربیننده‌ترین فیلم سینماهای تهران را کسب کرد. معاونت امور سینمایی وزارت فرهنگ و ارشاد اسلامی بر اساس یکی از سیاست‌های جدید نمایش، از کارگردان و تهیه‌کنندهٔ آژانس شیشه‌ای به دلیل جذب مخاطب و رونق‌بخشی به سینما، با جوایز نقدی تقدیر کرد. مجموع فروش آژانس شیشه‌ای طی ۶۰ روز در نمایش تابستانهٔ سینماهای تهران، بالغ بر ۱۵۱ میلیون تومان شد و پس از آن، نمایش در سینماهای آزاد ادامه یافت. به گزارش اطلاعات بین‌المللی به نقل از زن، مجموع فروش فیلم در سینماهای تهران، تا آبان ۱۳۷۷ از ۱۶۰ میلیون تومان نیز عبور کرد.
به گزارش همشهری، استقبال مردم از سینما در پاییز ۱۳۷۷، کم‌نظیر بود. در این فصل، مرد عوضی توانست با فروشی شگفت‌آور، آژانس شیشه‌ای را پشت سر گذاشته و تا آن جا پیش رفت که به پرفروش‌ترین فیلم تاریخ سینمای ایران تا آن زمان تبدیل شد. در نهایت، آژانس شیشه‌ای در استان اصفهان و استان تهران رتبهٔ دوم، و در استان سمنان و استان قم رتبهٔ سوم جدول فروش را به دست آورد ولی در ۲۲ استان دیگر، حائز رتبه‌های اول تا سوم نشد. از اکران مجدد فیلم در جدول فروش سال ۱۳۷۸ کل کشور، ۱۰۴٬۰۰۰ تومان درآمد از ۵۲۰ تماشاگر و در جدول فروش سال ۱۳۸۰ کل کشور نیز ۳۵۱٬۰۰۰ تومان درآمد از ۱٬۴۰۴ تماشاگر ثبت شده‌است.
آژانس شیشه‌ای، علاوه بر نمایش داخلی، اکران‌های خارجی در کشورهای مختلفی داشت. چهل و نهمین جشنواره فیلم برلین، پنجمین جشنواره فیلم کلکته، جشنواره فیلم سینه‌کوئست، جشنواره مدفیلم، جشنواره فیلم فوروم دزایماژ و کشورهای آمریکا (بوستون و شیکاگو)، فرانسه (پاریس)، مجارستان، یوگسلاوی (بلگراد)، و بوسنی میزبانان نمایش آژانس شیشه‌ای بودند. با این حال، اطلاعاتی از درآمد نمایش‌های بین‌المللی وجود ندارد. حمید دباشی علت کمتر دیده شدن آثاری چون آژانس شیشه‌ای در خارج از ایران را، سخت بودن ترجمهٔ فیلم یاد کرده‌است که همین مسئله باعث شده تا شناخت کاملی از سینمای ایران در عرصه بین‌المللی شکل نگیرد. آژانس شیشه‌ای نخستین بار در ۲۳ بهمن ۱۳۷۷ از صدا و سیما پخش شد که با برخی حذفیات همراه بود. همچنین این فیلم توسط شرکت ویدئو رسانه جهان تصویر در سال ۱۳۷۹ برای سیستم ویدئوی خانگی با مدت نمایش ۱۱۰ دقیقه عرضه شد.

## جایزه‌ها و افتخارات
| جشنواره                               | تاریخ مراسم    | بخش                        | جایزه                                      | نامزد                         | نتیجه        | منبع          |
| ------------------------------------- | -------------- | -------------------------- | ------------------------------------------ | ----------------------------- | ------------ | ------------- |
| جشنواره بین‌المللی فیلم فجر            | ۲۲ بهمن ۱۳۷۶   | مسابقه سینمای ایران        | سیمرغ بلورین بهترین فیلم                   | ورا هنر، بنیاد سینمایی فارابی | برنده        | [ ۶۸ ]        |
| جشنواره بین‌المللی فیلم فجر            | ۲۲ بهمن ۱۳۷۶   | مسابقه سینمای ایران        | سیمرغ بلورین بهترین کارگردانی              | ابراهیم حاتمی‌کیا              | برنده        | [ ۶۸ ]        |
| جشنواره بین‌المللی فیلم فجر            | ۲۲ بهمن ۱۳۷۶   | مسابقه سینمای ایران        | سیمرغ بلورین بهترین فیلم‌نامه               | ابراهیم حاتمی‌کیا              | برنده        | [ ۶۸ ]        |
| جشنواره بین‌المللی فیلم فجر            | ۲۲ بهمن ۱۳۷۶   | مسابقه سینمای ایران        | سیمرغ بلورین بهترین بازیگر نقش اول مرد     | پرویز پرستویی                 | برنده        | [ ۶۸ ]        |
| جشنواره بین‌المللی فیلم فجر            | ۲۲ بهمن ۱۳۷۶   | مسابقه سینمای ایران        | سیمرغ بلورین بهترین بازیگر نقش مکمل مرد    | رضا کیانیان                   | برنده        | [ ۶۸ ]        |
| جشنواره بین‌المللی فیلم فجر            | ۲۲ بهمن ۱۳۷۶   | مسابقه سینمای ایران        | سیمرغ بلورین بهترین بازیگر نقش مکمل مرد    | حبیب رضایی                    | دیپلم افتخار | [ ۶۸ ]        |
| جشنواره بین‌المللی فیلم فجر            | ۲۲ بهمن ۱۳۷۶   | مسابقه سینمای ایران        | سیمرغ بلورین بهترین نقش مکمل زن            | بیتا بادران                   | برنده        | [ ۶۸ ]        |
| جشنواره بین‌المللی فیلم فجر            | ۲۲ بهمن ۱۳۷۶   | مسابقه سینمای ایران        | سیمرغ بلورین بهترین موسیقی متن             | مجید انتظامی                  | برنده        | [ ۶۸ ]        |
| جشنواره بین‌المللی فیلم فجر            | ۲۲ بهمن ۱۳۷۶   | مسابقه سینمای ایران        | سیمرغ بلورین بهترین فیلم‌برداری             | عزیز ساعتی                    | نامزدشده     | [ ۶۸ ]        |
| جشنواره بین‌المللی فیلم فجر            | ۲۲ بهمن ۱۳۷۶   | مسابقه سینمای ایران        | سیمرغ بلورین بهترین تدوین                  | هایده صفی‌یاری                 | برنده        | [ ۶۸ ]        |
| جشنواره بین‌المللی فیلم فجر            | ۲۲ بهمن ۱۳۷۶   | مسابقه سینمای ایران        | سیمرغ بلورین بهترین صداگذاری               | محسن روشن                     | نامزدشده     | [ ۶۸ ]        |
| جشنواره بین‌المللی فیلم فجر            | ۲۲ بهمن ۱۳۷۶   | مسابقه سینمای ایران        | سیمرغ بلورین بهترین چهره‌پردازی             | مهرداد میرکیانی               | نامزدشده     | [ ۶۸ ]        |
| جشنواره بین‌المللی فیلم فجر            | ۲۲ بهمن ۱۳۷۶   | مسابقه سینمای ایران        | سیمرغ بلورین بهترین طراحی صحنه             | حمیدرضا چارکچیان              | نامزدشده     | [ ۶۸ ]        |
| جشنواره بین‌المللی فیلم فجر            | ۲۲ بهمن ۱۳۷۶   | مسابقه سینمای ایران        | سیمرغ بلورین بهترین فیلم از نگاه تماشاگران | ورا هنر، بنیاد سینمایی فارابی | برنده        | [ ۶۸ ]        |
| جشنواره بین‌المللی فیلم فجر            | ۲۱ بهمن ۱۳۷۷   | بهترین‌های سینمای ایران     | بهترین فیلم سیاسی بعد از انقلاب اسلامی     | ابراهیم حاتمی‌کیا              | برنده        | [ ۶۹ ]        |
| جشن سینمای ایران                      | ۷ آبان ۱۳۷۷    | مسابقه فیلم‌های بلند        | تندیس زرین بهترین فیلم                     | ورا هنر، بنیاد سینمایی فارابی | نامزدشده     | [ ۷۰ ] [ ۷۱ ] |
| جشن سینمای ایران                      | ۷ آبان ۱۳۷۷    | مسابقه فیلم‌های بلند        | تندیس زرین بهترین کارگردانی                | ابراهیم حاتمی‌کیا              | برنده        | [ ۷۰ ] [ ۷۱ ] |
| جشن سینمای ایران                      | ۷ آبان ۱۳۷۷    | مسابقه فیلم‌های بلند        | تندیس زرین بهترین بازیگر نقش اول مرد       | پرویز پرستویی                 | برنده        | [ ۷۰ ] [ ۷۱ ] |
| جشن سینمای ایران                      | ۷ آبان ۱۳۷۷    | مسابقه فیلم‌های بلند        | تندیس زرین بهترین موسیقی متن               | مجید انتظامی                  | نامزدشده     | [ ۷۰ ] [ ۷۱ ] |
| جشن سینمای ایران                      | ۷ آبان ۱۳۷۷    | مسابقه فیلم‌های بلند        | تندیس زرین بهترین تدوین                    | هایده صفی‌یاری                 | نامزدشده     | [ ۷۰ ] [ ۷۱ ] |
| جشن سینمای ایران                      | ۷ آبان ۱۳۷۷    | مسابقه فیلم‌های بلند        | تندیس زرین بهترین کیفیت لابراتواری         | وزارت فرهنگ و ارشاد اسلامی    | نامزدشده     | [ ۷۰ ] [ ۷۱ ] |
| جشنواره فیلم دفاع مقدس                | ۵ مهر ۱۳۷۷     | مسابقه فیلم‌های بلند        | تندیس بهترین تهیه‌کننده                     | ورا هنر، بنیاد سینمایی فارابی | برنده        | [ ۷۲ ]        |
| جشنواره فیلم دفاع مقدس                | ۵ مهر ۱۳۷۷     | مسابقه فیلم‌های بلند        | تندیس بهترین کارگردانی                     | ابراهیم حاتمی‌کیا              | نامزدشده     | [ ۷۲ ]        |
| جشنواره فیلم دفاع مقدس                | ۵ مهر ۱۳۷۷     | مسابقه فیلم‌های بلند        | تندیس بهترین فیلم‌نامه                      | ابراهیم حاتمی‌کیا              | نامزدشده     | [ ۷۲ ]        |
| جشنواره فیلم دفاع مقدس                | ۵ مهر ۱۳۷۷     | مسابقه فیلم‌های بلند        | تندیس بهترین بازیگر نقش اول مرد            | پرویز پرستویی                 | برنده        | [ ۷۲ ]        |
| جشنواره فیلم دفاع مقدس                | ۵ مهر ۱۳۷۷     | مسابقه فیلم‌های بلند        | تندیس بهترین صدابرداری                     | محمود سماک‌باشی                | نامزدشده     | [ ۷۲ ]        |
| جشنواره فیلم دفاع مقدس                | ۵ مهر ۱۳۷۷     | مسابقه فیلم‌های بلند        | جایزه ویژه هیئت داوران                     | ابراهیم حاتمی‌کیا              | برنده        | [ ۷۲ ]        |
| جشنواره فیلم دفاع مقدس                | ۵ آذر ۱۳۸۴     | تاریخ سینمای دفاع مقدس     | پنج فیلم برتر                              | ورا هنر، بنیاد سینمایی فارابی | اول          | [ ۷۳ ]        |
| جشنواره فیلم دفاع مقدس                | ۳۱ شهریور ۱۳۸۹ | برگزیدگان سینمای دفاع مقدس | سه فیلم برتر                               | ورا هنر، بنیاد سینمایی فارابی | اول          | [ ۷۴ ] [ ۷۵ ] |
| جشنواره فیلم دفاع مقدس                | ۳۱ شهریور ۱۳۸۹ | برگزیدگان سینمای دفاع مقدس | سه کارگردانی برتر                          | ابراهیم حاتمی‌کیا              | اول          | [ ۷۴ ] [ ۷۵ ] |
| جشنواره فیلم دفاع مقدس                | ۳۱ شهریور ۱۳۸۹ | برگزیدگان سینمای دفاع مقدس | سه فیلم‌نامه برتر                           | ابراهیم حاتمی‌کیا              | اول          | [ ۷۴ ] [ ۷۵ ] |
| جشنواره بین‌المللی فیلم مقاومت         | ۵ آذر ۱۳۹۷     | چهل سال سینمای مقاومت      | سه فیلم برتر                               | ورا هنر، بنیاد سینمایی فارابی | اول          | [ ۷۶ ]        |
| جشن انجمن منتقدان و نویسندگان سینمایی | ۱۰ تیر ۱۳۸۷    | سی سال سینمای ایران        | پنج فیلم برتر                              | ورا هنر، بنیاد سینمایی فارابی | اول          | [ ۷۷ ]        |
| جشن دنیای تصویر                       | ۱۲ خرداد ۱۳۷۷  | مسابقه                     | تندیس بهترین بازیگر مرد                    | پرویز پرستویی                 | برنده        | [ ۷۸ ]        |
| جشن دنیای تصویر                       | ۱۲ خرداد ۱۳۷۷  | مسابقه                     | تندیس بهترین فیلم‌برداری                    | عزیز ساعتی                    | برنده        | [ ۷۸ ]        |
| جشن دنیای تصویر                       | ۱۲ خرداد ۱۳۷۷  | مسابقه                     | تندیس بهترین صداگذاری و میکس               | محسن روشن                     | برنده        | [ ۷۸ ]        |
| جشن دنیای تصویر                       | ۱۲ خرداد ۱۳۷۷  | مسابقه                     | تندیس بهترین صدابرداری                     | محمود سماک‌باشی                | برنده        | [ ۷۸ ]        |
| جشنواره بین‌المللی فیلم اجتماعی آبادان | ۲۳ دی ۱۳۷۸     | مسابقه                     | نخل زرین بهترین بازیگر مرد                 | حبیب رضایی                    | دیپلم افتخار | [ ۷۹ ]        |
| جشنواره بین‌المللی فیلم اجتماعی آبادان | ۲۳ دی ۱۳۷۸     | مسابقه                     | جایزه ویژه هیئت داوران                     | ورا هنر، بنیاد سینمایی فارابی | برنده        | [ ۷۹ ]        |
| جشنواره بین‌المللی فیلم اجتماعی آبادان | ۲۱ بهمن ۱۳۷۹   | مسابقه                     | نخل زرین بهترین تهیه‌کننده                  | ورا هنر، بنیاد سینمایی فارابی | برنده        | [ ۸۰ ]        |

## نقد
به تعبیر گادفری چشایر در ورایتی، تحسین و اظهارنظرهای فزاینده متأثر از ارائه تصویری بی‌نظیر از مسائل حساس اجتماعی در آژانس شیشه‌ای، جوایز بهترین کارگردانی و بهترین فیلم‌نامه را برای حاتمی‌کیا به ارمغان آورد. به روایت ژان-میشل فرودون دبیر وقت سینمایی روزنامهٔ لو موند، آژانس شیشه‌ای نمایشی از گفتگوی طبقات مختلف جامعه و برخوردهای آنها با یکدیگر است که البته در بستر شخصیت‌پردازی‌های اغراق‌آمیز رخ می‌دهد. فیلم با گروگان‌گیری کارمندان یک آژانس مسافرتی اوج می‌گیرد تا از عناصر سینمایی فیلم‌های آمریکایی بهره‌مند شود. فرودون معتقد است که فیلم حاتمی‌کیا، بی آن که گفته شود، فیلمی به سبک رمبو، سرشار از انتقادهای معطوف به دوران‌های گذشته و اتهام‌زنی‌های احساسی متأثر از «پوژادیسم اسلامی» است. او که عضو هیئت داوران بخش بین‌المللی جشنواره شانزدهم فیلم فجر بود، این جشنواره را تحت سلطهٔ آژانس شیشه‌ای توصیف کرده‌است. وی همچنین در گزارش خود، شکسته شدن رکورد فروش آدم‌برفی —پرفروش‌ترین فیلم سال ۱۳۷۶— توسط آژانس شیشه‌ای در سال ۱۳۷۷ را پیش‌بینی کرد. آدم‌برفی پس از دستور مهاجرانی وزیر ارشاد برای رفع توقیف، در سال ۱۳۷۶ به یک فروش استثنایی رسیده بود.
ناصر صفاریان نقدهای فراوانی بر آژانس شیشه‌ای در ماهنامهٔ فیلم نوشته‌است. در شمارهٔ نوروز ۱۳۷۷ چنین نوشت: «آژانس شیشه‌ای یک فیلم خوش‌ساخت و حرفه‌ای است. پرویز پرستویی عالی است. کیانیان هم بازی خوبی دارد. فیلم‌برداری خوب است. تدوین فیلم فراتر از حد انتظار است. کارگردانی‌اش هم حرف ندارد. اما اولین بار است که حاتمی‌کیا جانب یکی از آدم‌ها را می‌گیرد؛ هرچند که دیگران را با او همراه نمی‌کند و نشان می‌دهد که آن‌ها در مقابل طرز فکر قهرمان او قرار دارند.» او همچنین در مقدمهٔ پرونده‌ای که فیلم به مناسبت نمایش عمومی آژانس شیشه‌ای منتشر کرد، با تشریح این نکته که جز چند صحنهٔ انگشت‌شمار، بقیه صحنه‌های فیلم، همگی در یک مکان می‌گذرد و بیننده با آدم‌های جدید آشنا نمی‌شود، توانایی کارگردان در فضاسازی مناسب، و ایجاد کشش و تعلیق را منجر به همراه شدن تماشاگران با داستان فیلم دانسته که مانع خستگی آنها خواهد شد. همچنین یک‌دستی و روانی ضرب‌آهنگ فیلم، مانع کش‌دار شدن موضوع و ایجاد کسالت برای بیننده می‌شود به طوری که بیننده با شخصیت‌ها و حوادث درون آژانس درگیر شده و اصلاً گذشت زمان را حس نمی‌کند. وی با ابراز شگفتی از استقبال بی‌نظیر شخصیت‌ها، گروه‌ها و طیف‌های سیاسی و اجتماعی نوشت: «کِی سابقه داشته یک فیلم هم مورد حمایت روزنامهٔ سلام باشد، هم روزنامهٔ رسالت؟ کِی سابقه داشته که هم آدینه از یک فیلم تعریف کند، هم لثارات؟» صفاریان در عین تأکید بر این که ساختار فیلم به گونه‌ای ست که حتی مخالفان هم نمی‌توانند آن را ضعیف بدانند و نادیده بگیرند، اما به انتقاد خشونت، اسلحه کشیدن به روی شهروندان پرداخته، و تأیید حرکت حاج کاظم توسط همسرش، فاطمه، در سکانسی که چفیه و پلاک برای او می‌فرستد را برخلاف دنیای آثار قبلی حاتمی‌کیا دانسته و مذمت کرده‌است. صفاریان همچنین دو سال بعد در مقاله‌ای دیگر، آژانس شیشه‌ای را فیلمی توصیف کرد که مخاطب را ناخودآگاه با مسائل فرامتنی اجتماعی و سیاسی درگیر می‌کند، بنابراین نگاهی که مخاطب فیلم در هنگام اکران پیدا کرده بوده، متفاوت با بینندهٔ خارجی یا بیننده‌ای از سال‌های بعد خواهد بود و همان مخاطب، سال‌ها بعد وقتی فارغ از مناسبات اجتماعی و سیاسی با فیلم روبه‌رو شود، آن را به‌عنوان داستانی جذاب و فیلمی خوش‌ساخت خواهد پذیرفت.

« دهه‌ات گذشته مربی! اگه اون اسلحه دستت نباشه، کی به حرف تو گوش می‌ده؟ اینه که برات زور داره. یک دهه حرف زدی، هر کاری که خواستی کردی، ما ساکت بودیم؛ کرکری خوندی، ساکت بودیم؛ گرفتی، ساکت بودیم؛ پس دادی، ساکت بودیم. حالا اجازه بده ما حرف بزنیم. »

سلحشور خطاب به حاج کاظم
به تعبیر رکسانا ورزی، «آژانس شیشه‌ای» استعاره‌ای از یک خانهٔ شیشه‌ای است که ایرانِ پس از جنگ، در آن قرار دارد و تنش‌های داخلی‌اش، برجسته‌تر از تنش‌های بیرونی و بین‌المللی است. به نوشتهٔ ژیلا بنی‌یعقوب در همشهری، حاتمی‌کیا بین جاذبه‌های قانون و آرمان در نوسان است و در سراسر فیلم، این کش‌وقوس دیده می‌شود. شهاب اسفندیاری نیز آژانس شیشه‌ای را مانیفستِ «مقاومت در برابر جهانی‌شدن» خوانده‌است. تقی آزاد ارمکی، جامعه‌شناس، به همراه اعتمادی‌فرد می‌نویسد، سیر روایی و شخصیت‌پردازی فیلم، عقیده‌گرایی را بر عمل‌گرایی، وظیفه‌محوری را بر نتیجه‌محوری، عشق‌مداری را بر عقل‌مداری، درون‌گرایی را بر برون‌گرایی، و گذشته‌گرایی را بر آینده‌گرایی ترجیح می‌دهد. به گفته وی، با این که تلاش حاتمی‌کیا معطوف به وضعیت «چندصدایی» در روایت بخش‌های مختلف داستان است، می‌توان با رمزگشاییِ برخی از نشانه‌هایی که در فیلم به کار رفته، یک ترجیح را تشخیص داد. تا پیش از این، دغدغهٔ او مربوط به بازنمایی نحوهٔ ارتباط درون‌نسلی بود که مهاجر نمونهٔ بازر آن است اما در آژانس شیشه‌ای، او به روابط بین‌نسلی می‌پردازد. تمایل پیدا کردن شخصیت‌های خاکستری به سمت کمک‌کردن به حاج کاظم، حاکی از گرایش حاتمی‌کیا به سویهٔ ابتدایی تقابل‌هایی است که حاج کاظم، آنها را نمایندگی می‌کند.

درک درست احساس هر شخصیت و حفظ تداوم آن احساس، تعادل درخشانی میان گفتگونویسی فیلم و نحوهٔ ادای گفتگوها توسط بازیگران ایجاد کرده و مواجههٔ سلحشور با حاج کاظم را به نقطهٔ اوج فیلم تبدیل کرده‌است.

محمد ایوبی، آژانس شیشه‌ای را فیلمی خوش‌ساخت، دارای زبانِ روایی و جا افتاده، با بازی‌های درخشان پرویز پرستویی و رضا کیانیان یاد کرده‌است. کارگردان در این اثر، ظرافت‌های سینمایی بیشتری نسبت به آثار قبلی خود به خرج داده، به همین دلیل، فیلم، از هر جهت کامل، یک‌دست و نو است. افشین فرقانی در نقد سینما می‌نویسد که سکوت حاتمی‌کیا در تمام مراحل تولید، که به جهت حذف پیش‌داوری‌ها انجام شده بود، نشان می‌داد که فیلم پرسروصدایی در حال ساخته‌شدن است اما با وجود انتظارها برای تماشای یک فیلم جنجالی، باز هم صراحت بیان فیلم، تکان‌دهنده است. او از جمله منتقدانی است که فیلم را در تقابل با قانون‌مداری دیده‌اند ولی از سوی دیگر، بیان هنرمندانهٔ حاتمی‌کیا، ظرایف شخصیت‌پردازی قهرمانان داستان، گسترش معقول روایت داستان، بازی‌های چشم‌گیرِ برخی از بازیگران و بالاخره تدوین روان را امتیازات مهم فیلم برشمرده‌است.
به گفتهٔ محمد حیدری در مجلهٔ گزارش، فیلم آژانس شیشه‌ای، تصویری از تاریخ تحولات بیست سالهٔ منتهی به سال ساخت فیلم، در جامعه ایرانی است اما بیشتر بر دگرگونی‌های دههٔ پس از جنگ، که جامعه را دستخوش تغییرات همه‌جانبه کرد، تمرکز دارد. قهرمانان فیلم، اگرچه نمادی از هزاران قهرمان گمنام هستند که با انگیزه‌های نیرومند معنوی، هشت سال برای کشور جنگیده‌اند اما در واقع، بهانه‌هایی برای تلنگر به جامعه هستند. از منظری دیگر، این فیلم، ادعانامه‌ای است علیه آنچه که به نام انقلاب، به نام بازسازی، به نام سازندگی، و حتی به نام دفاع از آرمان‌های عقیدتی، در جامعه رخ داده‌است. یکی دیگر از ویژگی‌های فیلم، داشتن پیام صریح، شفاف و بی‌تعارف است اما ایرادی که باعث دشوار شدن فهم این پیام می‌شود، توالی سریع ضرب‌آهنگ‌های فیلم و گفتگوهای سریع و بی‌وقفهٔ بازیگرانِ آن است که فرصت تفکر را از تماشاگر می‌گیرد. در هر صحنهٔ کوتاه، ادعانامه‌ای تکان‌دهنده طرح شده یا اتمام حجتی داده می‌شود و قبل از این که تماشاگر فرصت پیدا کند که مفهوم آن را درک کند، ادعانامه‌ای جدید مطرح می‌شود.
گادفری چشایر، منتقد آمریکایی، ظرفیت جامعه‌شناختی فیلم را مهم‌تر از هیجان‌های بزرگ سینمایی می‌داند چرا که به جای پرداختن به صحنه‌های حادثه‌ای و تیراندازی، بر روی گفتگوی شخصیت‌ها متمرکز است. روبرت صافاریان نیز می‌نویسد که قالبِ گروگان‌گیری، قالب مناسبی برای طرح پیام‌های این فیلم نیست لذا فیلم‌ساز، حرف‌هایش را از خلال دیالوگ‌های بازیگران بیان می‌کند و به همین سبب، آژانس شیشه‌ای فیلم پُرحرفی است. همچنین هدف از طراحی واقعهٔ گروگان‌گیری در فیلم‌ها، ایجاد هیجان از راهِ دامن زدن به حدس‌های تماشاگران است اما این هیجان در آژانس شیشه‌ای ایجاد نمی‌شود، چون معلوم است که حاتمی‌کیا نمی‌تواند قهرمانش را به کشتن کسی وادارد. وقتی در اواخر فیلم، حاج کاظم تهدید می‌کند که هر پنج دقیقه، یک نفر را خواهد کشت، تماشاگر می‌داند که او کسی را نخواهد کشت. از سوی دیگر، او با شناختی که از شرایط جامعه دارد، می‌داند که حاج کاظم نیز به دست نیروهای امنیتی، از پای درنخواهد آمد؛ بنابراین گروگان‌ها و گروگان‌گیر، خطر جانی ندارند. اما سعید عقیقی معتقد است که آژانس شیشه‌ای، اصلاً یک فیلم در گونهٔ حادثه‌ای نیست؛ هرچند که از نشانه‌های این‌گونه فیلم‌ها بهره برده باشد. وقتی در یک فیلم که ظرفیت قانع‌کننده‌ای برای ایجاد چند صحنه پُر تعلیق دارد، تنها یک تیر هوایی شلیک می‌شود یا تعداد نماهای مربوط به صحنه‌های درگیریِ فیزیکی، در مقایسه با کل فیلم نزدیک به صفر است، می‌توان نتیجه گرفت که فیلم در پشتِ ظاهر غلط‌انداز خود، به دنبال طرح یک مسئله است.
رضا درستکار معتقد است از کرخه تا راین، خاکستر سبز و بوی پیراهن یوسف، آثار قبلی حاتمی‌کیا در دوران پس از جنگ، حاصل تأثیرهای باقی‌مانده از جنگ و کلنجارهای درونی فیلم‌ساز با تضادهای دنیای پیرامونی است و موضعی روشن در برابر ریاکاری‌ها می‌گیرد. در آژانس شیشه‌ای نیز همهٔ این تضادها به شکلی آشکار، در مقابل مردم اجرا می‌شود تا از دلِ تقسیم‌بندی‌ها و خط‌کشی‌های جدید، موقعیت قهرمان آرمان‌طلب در عصر حاضر دیده شود. سیاوش سرمدی در نقد سینما می‌نویسد که آژانس شیشه‌ای فیلم‌نامهٔ مستحکمی دارد، شخصیت‌های اصلی بسیار خوب پرداخت شده‌اند و با مشخصه‌های هوشمندانه‌ای که برای آنها درنظر گرفته شده، به‌راحتی تماشاگر را از نظر عاطفی درگیر می‌کنند. گره‌های دراماتیک، منطقی و حساب‌شده هستند و در مجموع، فیلم‌نامه با سوژه‌ای بکر و جسورانه، در خلق موقعیت موفق بوده و همه را غافلگیر می‌کند. با این حال، پرداخت‌های شخصیت‌های فرعی، نقطهٔ ضعف اساسی فیلم‌نامه است؛ افرادی که در آژانس حضور دارند، شخصیت نیستند بلکه در حد سایه یا کاریکاتوری از یک تیپ باقی‌مانده‌اند. مسعود فراستی، منتقد سینما، اما معتقد است که نگاه حاتمی‌کیا در آژانس شیشه‌ای به دلیل بدهکار نشان دادن مردم به رزمندگان دوران جنگ، ضدمردمی و حتی غیرانسانی است چون مردم جامعه نسبت به رزمندگان بدهی ندارند و از نظر فراستی، نگاه طلبکارانه به مردم، شروع سقوط در هنر است. فراستی، آژانس شیشه‌ای را در این وجه، به عروسی خوبان (محسن مخملباف، ۱۳۶۷) شبیه دانسته‌است. نیما حسنی‌نسب معتقد است که حاج کاظم مقابل گروگان‌های درون آژانس — که نمایندگان تمام قشرهای جامعه هستند — می‌ایستد و کل جامعه را در مظان اتهام قرار می‌دهد اما محمدتقی فهیم مخالف این رویکرد است و می‌گوید که حاج کاظم نیز بخشی از مردم است.
با وجود تمام انتقاداتی که درخصوص نمایش گروگان‌گیری توسط قهرمان فیلم وارد شده، حاتمی‌کیا چنین پاسخ می‌دهد: «می‌گویند آژانس شیشه‌ای به مردم، راه اشتباه می‌دهد که اگر گرفتارِ بن‌بست شُدید، [مشکل‌تان را] با گروگان‌گیری حل کنید. ابداً، بلکه یک فرضیه‌ای را طرح می‌کند که آیا این راهِ حاج کاظم، جواب می‌دهد یا نمی‌دهد. اتفاقاً حاج کاظم، عباس را به مرگش تسریع می‌دهد. تماشاگر هم این را می‌فهمد، ولی به خاطر همدلی، او را می‌بخشد چون به صدق عمل حاج کاظم ایمان دارد.» او در گفتگو با مثلث گفته‌است که زیباترین اتفاق در اکران فیلم، روزی بود که وی در سینما آفریقا متوجه شده بود که یک سمتش فرج سرکوهی و سمت دیگرش، یک جانباز به تماشای فیلم نشسته‌اند و پس از پایان فیلم، هر دوی آنها که دارای جهان‌بینی متفاوت بودند، از شدت احساسات، وی را در آغوش گرفتند.
ساخت آژانس شیشه‌ای، منجر به تولید آثار مختلفی در نقد و بررسی آن شد. سعید عقیقی از سال ۱۳۷۷ نگارش مجموعهٔ تک‌نگاشت‌های نقد سینمای ایران را آغاز کرد که نخستین جلد از آن، به آژانس شیشه‌ای اختصاص داشت. این کتاب در سال ۱۳۹۶ با ویرایش جدید، تجدیدچاپ شد. دل‌واره (۱۳۸۵) به تهیه‌کنندگی رضا میرکریمی و کارگردانی امید نجوان نیز مستندی است که به بیان نحوهٔ شکل‌گیری ایدهٔ آژانس شیشه‌ای و ساخت آن پرداخته‌است. ابراهیم حاتمی‌کیا، رضا کیانیان، پرویز پرستویی و… دربارهٔ ساخت این فیلم صحبت کرده‌اند. در این مستند، حاتمی‌کیا می‌گوید: «دربارهٔ این فیلم به من می‌گویند که تو نسبت به قهرمان قصه‌ات جانب‌دارانه وارد شدی. باید در پاسخ به این مسئله بگویم فیلمی که جانب‌دارانه به مسئله نپردازد، وجود ندارد. ممکن است فیلمی در ظاهر جانب‌دارانه نباشد ولی در اصل، امیال خود را در پشت پنهان کرده‌است. شخصیت اصلی این فیلم یعنی حاج کاظم، قیامی که می‌کند و شرایطی را که ایجاد می‌کند اولین ضربه‌اش به خودش وارد می‌شود.» او همچنین دربارهٔ ایدهٔ ساخت فیلم می‌گوید: «از مدت‌ها قبل از ساخت آژانس شیشه‌ای، در فکر بودم که روزی فیلمی بسازم که یک گلوله بیشتر در آن شلیک نشود. دقیقاً این فریم در ذهنم بود و تا روزی که قرار بود آژانس شیشه‌ای را فیلم‌برداری کنیم، این ایده را در ذهن داشتم.»

### رتبه‌بندی منتقدان
در هفتمین نظرخواهی بهترین‌های تاریخ سینما از نگاه منتقدان ایرانی که در آبان ۱۳۸۱ از ۵۵ منتقد و توسط نقد سینما انجام شد، فیلم‌های متعددی از حاتمی‌کیا توسط منتقدان مختلف در فهرست ده فیلم برتر تاریخ سینمای ایران نام برده شده بود که آژانس شیشه‌ای از سوی سعید عقیقی، محمدتقی فهیم، جابر قاسمعلی و آرش معیریان در این فهرست جای داشت. یک سال قبل از آن، عقیقی و قاسمعلی، فیلم‌نامهٔ آژانس شیشه‌ای را جزو ده فیلم‌نامهٔ برتر تاریخ سینمای ایران معرفی کرده بودند. در نظرسنجی دیگری که شهریور ۱۳۹۲ از ۵۰ منتقد رسانه‌های جبههٔ انقلاب اسلامی انجام شد، آژانس شیشه‌ای با اختلاف بسیار، در جایگاه نخست رده‌بندی فیلم‌های پس از انقلاب قرار گرفت.

### شباهت بابعدازظهر سگی
به باور برخی افراد و منتقدان نظیر علیرضا سلامیان، فیلم‌نامهٔ آژانس شیشه‌ای، از روی بعدازظهر سگی (سیدنی لومت، ۱۹۷۵) تقلید شده‌است. ناصر صفاریان، منتقد، پس از اتمام نمایش فیلم، طی مقاله‌ای به زوایای مختلف این موضوع پرداخت. به باور او شباهت‌های ساختاری مانند دیالوگ‌نویسی، خلق موقعیت‌های رفتاری و تشابه محتوایی میان بعدازظهر سگی و آژانس شیشه‌ای به قدری روشن و آشکار است که نمی‌توان آن را نادیده گرفت اما روایت حاتمی‌کیا بسیار منسجم‌تر و دلنشین‌تر از کار درآمده و دست‌کم برای تماشاگران ایرانی، قابل باورتر بوده و در یک‌کلام، می‌توان گفت که آژانس شیشه‌ای فیلم بهتری است. همچنین از نظر جابر قاسمعلی، اقتباس با کپی‌کاری بسیار فرق دارد و آژانس شیشه‌ای نمونه‌ای درخشان از اقتباس سینمایی است. علی‌رغم اقتباس از بعدازظهر سگی برای پی‌رنگِ اولیهٔ داستان، آنچه آژانس شیشه‌ای را ماندگار و درخشان کرده، تعریف ریزپردازانهٔ مناسبات بومی و خلق شخصیت‌هایی کاملاً ایرانی است و حس‌وحالی که در طول فیلم جاری است، آن را به نمونه‌ای آموزنده از اقتباس تبدیل کرده‌است. حاتمی‌کیا، ده سال پس از نمایش فیلم، ایدهٔ ساخت فیلمی با موضوع گروگان‌گیری را بر اساس یک رخداد واقعی یاد کرد و شبههٔ مشابه‌سازی با بعدازظهر سگی را چنین شرح داد: «تنها یک بار آن فیلم [بعدازظهر سگی] را دیده بودم و به هنگام نوشتن فیلم‌نامهٔ آژانس شیشه‌ای نیز با وجود این که آشکارا می‌دانستم یک بار دیگر این قصه ساخته شده، هیچ‌گاه سراغ آن نرفتم تا دوباره آن را ببینم. پیش از ساخت آژانس شیشه‌ای روزی احمدزاده به دیدن من آمد و دربارهٔ حادثهٔ گروگان‌گیری یک رزمنده در یک آژانس هواپیمایی صحبت کرد. از همان زمان من جذب این موضوع شدم و بدین ترتیب، این فیلم شکل گرفت.»

## حاشیه‌ها
جنجال پیرامون آژانس شیشه‌ای، از همان آغاز نمایش در جشنواره فجر آغاز شد؛ جایی که نیروی انتظامی، دادخواستی را علیه این فیلم به علت «نمایش چهرهٔ نامناسب از پلیس» آغاز کرد. سیف‌الله داد، معاون وزیر فرهنگ و ارشاد اسلامی، برای حل و فصل مشکل با فرماندهان نیروی انتظامی وارد مذاکره شد اما آنها حاضر به سازش نبودند. در نهایت، سیف‌الله داد، توانست آنها را قانع کند که هیچ‌کدام از کسانی که فیلم را به همراه او به‌تماشا نشسته‌اند، چهرهٔ پلیس را منفی نیافتند، بدین ترتیب نیروی انتظامی نیز دادخواست خود را پس گرفت؛ هرچند که تا پایان جشنواره فجر، همچنان وضعیت اکران، قطعی نبوده و تحت تأثیر این شکایت بود.
یکی دیگر از حاشیه‌های آژانس شیشه‌ای، طعنه‌زنی به عباس کیارستمی در قالب یکی از مسافران آژانس مسافرتی و با اشاره به پاریس، جشنوارهٔ سینمایی، علاقه به واقعیت، و به‌ویژه عینک تیره است که همهٔ این مشخصات، یادآور چهرهٔ کیارستمی است. او (با بازی مجید مشیری) در میان غائلهٔ گروگان‌گیری و هنگام صحبت از مرگ و زندگی، آرام و خونسرد جلو می‌آید و می‌پرسد: «آقا ببخشید، ساعت چنده؟» گویی که در خلأ زندگی می‌کند. حاتمی‌کیا از بی‌مسئولیتی برخی روشنفکران نسبت به وقایع پیرامون‌شان انتقاد داشت و به‌طور مشخص، روی صحبتش با عباس کیارستمی بود که چرا در فیلم‌هایش به گونه‌ای حرف می‌زند که هیچ زمان و مکانی را در بر نگیرد و به کسی و به جایی برنخورد. او با به چالش کشیدنِ هنر از برای هنر، به طرفداری از هنر متعهد می‌پردازد. اما به زعم صفاریان، این نگرش، اشتباه است چون هر هنرمندی حق دارد همان‌گونه بیندیشد که دوست دارد و می‌پسندد.

## تأثیرگذاری
به گفتهٔ سعید عقیقی، یکی از تأثیرگذاری‌های آژانس شیشه‌ای، در گونهٔ سینمای دفاع مقدس رخ داد. الگوهای فکری این گونه فیلم‌ها تا نیمهٔ دههٔ ۱۳۷۰ را می‌توان در آثار شاخصی همچون کیمیا (احمدرضا درویش، ۱۳۷۳)، لیلی با من است (کمال تبریزی، ۱۳۷۴) و سفر به چزابه (رسول ملاقلی‌پور، ۱۳۷۴) مشاهده کرد که در هرکدام، فیلم‌ساز با طرز تلقی مخصوص‌به‌خود سراغ رزمندگان سال‌های جنگ رفته تا نگرش خود نسبت به مقولهٔ جنگ را بیان کند و به بازیابی هویت خویش در سال‌های پس از جنگ بپردازد. اما آژانس شیشه‌ای از هیچ‌کدام از الگوهای فکری پیشین تبعیت نکرد چون برای یافتن هویت خود، آدم‌های زمان حال و رزمندگان سال‌های جنگ را رودرروی هم قرار داد و در نهایت نیز در نزاع تراژیک و پایان‌ناپذیر گروه دوم غرق شد. بدین ترتیب، آژانس شیشه‌ای الگوی فکری جدیدی در نسل فیلم‌سازانی که به پشتوانهٔ انقلاب و از دلِ جنگ، وارد سینما شده بودند ایجاد کرده‌است.
به گفتهٔ حمیدرضا صدر، آژانس شیشه‌ای نخستین فیلمی بود که تنش‌های اجتماعی دههٔ ۱۳۷۰ را از نگاه بنیادگرایان و تندروهای سیاسی نقد کرد. این فیلم توانست به مدلی کارآمد برای ساخت فیلم‌های منتقدِ اوضاع سیاسی و اجتماعی ایران تبدیل شود. اگرچه آژانس شیشه‌ای در درجه اول، به عنوان هجوِ تندروی عمل می‌کرد اما توانست نوعی از درامِ روز را محبوب کند که هنوز بر [دورانِ] جنگ متمرکز است، کسانی را که آن سال‌ها را به یاد ندارند را مخاطب قرار داده، و بر روی تنش‌هایی که از زمان‌های گذشته باقی مانده — اما به دلیل عادی‌شدن، غیرقابل تشخیص هستند — متمرکز است. این گونه بود که آژانس شیشه‌ای یکی از جنجالی‌ترین و سیاسی‌ترین فیلم‌های دورانِ خود شد. حمید نفیسی، آژانس شیشه‌ای را یکی از محبوب‌ترین و در عین حال، جنجالی‌ترین فیلم‌های سینمای ایران پس از انقلاب یاد کرده‌است. به گفتهٔ او، بعضی‌ها مدعی هستند که آژانس شیشه‌ای، قصد احیای ارزش‌های واقعیِ اسلامی را دارد در حالی که برخی دیگر، فیلم را متهم به تشویق به تروریسم و خودسری کرده‌اند. نفیسی معتقد است که این تضاد دربرداشت‌ها از فیلم، نمادی از تنش‌های جامعه‌ای است که با انتخاب سید محمد خاتمی به ریاست جمهوری، قصد حرکت به سوی اصلاحات اجتماعی را داشت. امیر قادری یک دهه پس از نمایش فیلم، آژانس شیشه‌ای را در کنار هامون (داریوش مهرجویی، ۱۳۶۸)، ماندگارترین فیلم‌های بیست سال اخیر سینمای ایران یاد کرده بود. به نظر محمدتقی فهیم، آژانس شیشه‌ای نه‌تنها فیلمِ زمان خودش، بلکه فیلمِ دههٔ آتی نیز بود. فیلم، اثری هشداردهنده به سکان‌داران و تازه‌به‌صندلی‌رسیده‌ها است که فراموش نکنند از کجا به این مقام رسیدند و برای چه رسالتی آمدند. حاج کاظم، قهرمانِ آژانس شیشه‌ای، در بادیگارد (۱۳۹۴) هم با بازی پرویز پرستویی اما این بار در شمایلی جدید، به طرح همان هشدار به مسئولان می‌پردازد. انتقادهای شدیدِ دیدن این فیلم جرم است! به مسئولان سیاسی، اقتصادی و نظامی هم بازتولید جدیدی از آژانس شیشه‌ای است.

### یادکردها
- «آژانس شیشه‌ای: جشنواره‌ها». بانک جامع اطلاعات سینمای ایران. دریافت‌شده در ۲۱ شهریور ۱۳۹۸.
- «فیلم آژانس شیشه‌ای (۱۳۷۶)». سلام‌سینما. دریافت‌شده در ۲۱ شهریور ۱۳۹۸.
- «دوره شانزدهم (۱۳۷۶)». جشنواره فیلم فجر. بایگانی‌شده از اصلی در ۴ فوریه ۲۰۲۱. دریافت‌شده در ۲۱ شهریور ۱۳۹۸.
- «دومین دوره جشن سینمای ایران». خانه سینما. بایگانی‌شده از اصلی در ۲۵ اکتبر ۲۰۲۰. دریافت‌شده در ۲۱ شهریور ۱۳۹۸.
- «برگزیدگان دوره هفتم». جشنواره بین‌المللی فیلم مقاومت. بایگانی‌شده از اصلی در ۱۷ آوریل ۲۰۱۹. دریافت‌شده در ۲۱ شهریور ۱۳۹۸.
- «برگزیدگان دوره دهم». جشنواره بین‌المللی فیلم مقاومت. بایگانی‌شده از اصلی در ۱۷ آوریل ۲۰۱۹. دریافت‌شده در ۲۱ شهریور ۱۳۹۸.
- «دومین دوره». انجمن منتقدان و نویسندگان سینمایی ایران. بایگانی‌شده از اصلی در ۵ اوت ۲۰۲۰. دریافت‌شده در ۲۱ شهریور ۱۳۹۸.
- «گزارش دومین دوره مراسم معرفی برگزیدگان دنیای تصویر». سایت رسمی جشن حافظ. بایگانی‌شده از اصلی در ۱۰ مارس ۲۰۲۱. دریافت‌شده در ۲۱ شهریور ۱۳۹۸.
- «مشکلاتی که بوده و هست». همشهری. سال ششم (۱۴۹۹): ۱۰. ۱۶ اسفند ۱۳۷۶.
- «سیاست‌های جدید سینمای ایران اعلام شد». همشهری. سال ششم (۱۵۰۱): ۱۰. ۱۸ اسفند ۱۳۷۶.
- «امسال بیش از ۱۳ میلیون تهرانی به سینما رفتند». همشهری. سال ششم (۱۵۰۳): ۱۰. ۲۱ اسفند ۱۳۷۶.
- «راه‌های خروج سینمای ایران از بحران». همشهری. سال ششم (۱۵۷۱): ۱۰. ۳۱ خرداد ۱۳۷۷.
- «سیاست‌های جدید برای رونق سینمای ایران». همشهری. سال ششم (۱۶۲۱): ۱۰. ۳۱ مرداد ۱۳۷۷.
- «بهترین‌های سینمای ایران در ۷۶». همشهری. سال ششم (۱۶۸۱): ۱۰. ۹ آبان ۱۳۷۷.
- «گرمی بازار سینماها» (PDF). اطلاعات بین‌المللی. سال پنجم (۱۰۹۱): ۲. ۱۳ آبان ۱۳۷۷.
- «حسین پارسایی و مجید انتظامی هم‌نوا شدند». ایسنا. ۲ مهر ۱۳۸۶. ۰۰۸۵۴–۸۶۰۷. بایگانی‌شده از اصلی در ۱۰ مارس ۲۰۲۱. دریافت‌شده در ۲۷ سپتامبر ۲۰۱۹.
- «در هنگام نگارش، امیدی به ساخت «آژانس شیشه‌ای» نداشتم». ایسنا. ۵ آذر ۱۳۸۷. ۰۲۹۷۰–۸۷۰۹. بایگانی‌شده از اصلی در ۱۰ مارس ۲۰۲۱. دریافت‌شده در ۲۷ سپتامبر ۲۰۱۹.
- «برگزیدگان بخش‌های "قلم طلایی"، "تصویر انقلاب " و اقلام تبلیغی جشنواره دفاع مقدس معرفی شدند». جشنواره بین‌المللی فیلم مقاومت. ۳۱ شهریور ۱۳۸۹. ۲۷۵. بایگانی‌شده از اصلی در ۲۰ سپتامبر ۲۰۱۹. دریافت‌شده در ۲۴ نوامبر ۲۰۱۹.
- «روایت پرویز پرستویی از خواب حبیب رضایی قبل از فیلم‌برداری آژانس شیشه‌ای: پدرم به خوابم آمد». انتخاب. شفقنا. ۱۵ مهر ۱۳۹۱. ۷۸۸۹۶. بایگانی‌شده از اصلی در ۹ اکتبر ۲۰۱۲. دریافت‌شده در ۲۴ سپتامبر ۲۰۱۹.
- ««آژانس شیشه‌ای» بهترین فیلم پس از انقلاب به انتخاب «جبهه رسانه‌ای سینمای انقلاب»». سینماپرس. ۳۰ شهریور ۱۳۹۲. ۴۴۴۷۶. بایگانی‌شده از اصلی در ۱۰ مارس ۲۰۲۱. دریافت‌شده در ۲۴ سپتامبر ۲۰۱۹.
- «روایتی ناشنیده از کمک رهبر انقلاب برای مجوز گرفتن "آژانس شیشه‌ای"». نسیم آنلاین. ۲۲ فروردین ۱۳۹۵. ۲۰۲۲۱۸۵. بایگانی‌شده از اصلی در ۱۱ سپتامبر ۲۰۱۹. دریافت‌شده در ۲۴ سپتامبر ۲۰۱۹.
- «با ساخت «آژانس شیشه‌ای» مخالف نبودم». آی سینما. ۲۴ فروردین ۱۳۹۵. ۲۹۸۰. بایگانی‌شده از اصلی در ۱۹ سپتامبر ۲۰۲۰. دریافت‌شده در ۲۴ سپتامبر ۲۰۱۹.
- «فراستی: حاتمی‌کیا هنوز بهترین فیلم‌ساز ایرانی است + فیلم». آپوستروف. ۱۸ بهمن ۱۳۹۶. بایگانی‌شده از اصلی در ۱۰ مارس ۲۰۲۱. دریافت‌شده در ۲۴ سپتامبر ۲۰۱۹ – به واسطهٔ باشگاه خبرنگاران جوان.
- «ملاقلی‌پور، حاتمی‌کیا، ده‌نمکی و پرستویی در فهرست برگزیدگان ۴۰ سال سینمای مقاومت». خبرگزاری فارس. ۶ آذر ۱۳۹۷. ۱۳۹۷۰۹۰۶۰۰۰۱۴۴.
- «واکنش رهبر انقلاب به پایان‌بندی فیلم آژانس شیشه‌ای چه بود؟». خبرگزاری تسنیم. ۱۱ خرداد ۱۳۹۸. ۲۰۲۳۵۲۶. بایگانی‌شده از اصلی در ۱۰ مارس ۲۰۲۱. دریافت‌شده در ۲۸ سپتامبر ۲۰۱۹.
- «درگذشت خلبان آژانس شیشه‌ای و سریال در چشم باد». ایلنا. ۴ تیر ۱۳۹۸. ۷۷۸۰۱۳. بایگانی‌شده از اصلی در ۱۰ مارس ۲۰۲۱. دریافت‌شده در ۲۴ سپتامبر ۲۰۱۹.
- «خاطرات تهیه‌کننده آژانس شیشه‌ای از ماجرای ساخت این فیلم». پایگاه خبری جماران. ۱۷ آبان ۱۳۹۸. ۱۲۸۹۳۰۷. بایگانی‌شده از اصلی در ۱۰ مارس ۲۰۲۱. دریافت‌شده در ۱۸ دسامبر ۲۰۱۹.
- آجورلو، سعید؛ صادقی، مصطفی (۲۵ اردیبهشت ۱۳۹۵). «به چپ و راست کاری ندارم؛ فیلم خودم را می‌سازم». مثلث. سال ششم (۳۰۸): ۴۴–۵۱ – به واسطهٔ مگ‌لند.
- آرتا، فرانک (۱۳ آبان ۱۳۹۶). «چندین «کلوزآپ» از عزت‌الله ضرغامی». شرق. سال پانزدهم (۳۰۰۳): ۱۰–۱۲.
- آزاد ارمکی، تقی؛ اعتمادی‌فرد، سید مهدی (پاییز ۱۳۸۷). «روابط نسلی در سینمای جنگ ایران (با تأکید بر سینمای حاتمی‌کیا)». مطالعات فرهنگی و ارتباطات. تهران: انجمن ایرانی مطالعات فرهنگی و ارتباطات (۱۲): ۵۷–۸۸. شاپا 2008-5575 – به واسطهٔ نورمگز.
- استادی، رضا (مرداد ۱۳۸۰). «فیلمنامه‌های برگزیده تاریخ سینمای ایران به انتخاب ۳۰ فیلمنامه‌نویس، کارگردان، بازیگر و منتقد». نقد سینما. تهران: سوره مهر (۲۶): ۱۹–۳۱. شاپا 1023-8042 – به واسطهٔ نورمگز.
- استادی، رضا (۳۱ شهریور ۱۳۸۹). «دفاع مقدس، اهالی سینما را دور هم جمع کرد». جام جم. سال یازدهم (۲۹۵۰): ۱۲ – به واسطهٔ مگ‌ایران.
- ایوبی، محمد (بهار ۱۳۷۷). «ارزیابی بی‌تأمل: نگاهی گذرا به چند فیلم ایرانی در جشنواره شانزدهم». نقد سینما. تهران: سوره مهر (۱۳): ۳۹–۵۱. شاپا 1023-8042 – به واسطهٔ نورمگز.
- بنی‌یعقوب، ژیلا (۱۸ شهریور ۱۳۷۷). «نگاه سیاسی به فیلم سینمایی آژانس شیشه‌ای (۱): پشت این خانه شیشه‌ای: خشونت، قانون یا آرمان؟». همشهری. سال ششم (۱۶۳۷): ۱۰.
- بنی‌یعقوب، ژیلا (۲۴ شهریور ۱۳۷۷). «نگاه سیاسی به فیلم سینمایی آژانس شیشه‌ای (۲): کدام مردم…؟». همشهری. سال ششم (۱۶۴۲): ۱۰.
- پیکانیان، نژلا؛ جعفری، سمیرا (۲۰ اسفند ۱۳۹۱). ««هفت» مُرد، خدا بیامرزدش». مثلث. سال چهارم (۱۶۶): ۱۵۸–۱۶۳ – به واسطهٔ مگ‌لند.
- تقوا، ارسیا (پاییز و زمستان ۱۳۷۷). «محکوم به فنا». نقد سینما. تهران: سوره مهر (۱۵): ۵۰–۵۳. شاپا 1023-8042 – به واسطهٔ نورمگز.
- تهامی‌نژاد، محمد (۱۳۸۰).  اکرمی، خاطره، ویراستار. سینمای ایران. از ایران چه می‌دانم. تهران: دفتر پژوهش‌های فرهنگی. شابک ۹۶۴۵۷۹۹۲۶۰.
- جلیلی، ابوالفضل (۲۰ مرداد ۱۳۷۷). ترجمهٔ نازگل ری‌پور. «بهتر است فیلم‌سازان در دنیای خودشان فیلم بسازند». همشهری. سال ششم (۱۶۱۲): ۱۰.
- حسنی‌نسب، نیما (شهریور ۱۳۸۳). «من واسه صبرتون یه یاعلی می‌خوام، همین». فیلم. سال بیست و دوم (۳۲۱): ۳۴. شاپا 1019-6382.
- حلیمی، سرژ (ژانویه ۲۰۱۴). ترجمهٔ شهباز نخعی. «ناتوانی سیاسی در فرانسه: زمان شورش‌ها». لو موند دیپلماتیک. ۶۱ (۷۱۸).
- حیدری، محمد (اسفند ۱۳۷۷ و فروردین ۱۳۷۸). ««آژانس شیشه‌ای»؛ زینهاری برای امروز و فردا». گزارش (۹۷ و ۹۸): ۷۱–۷۲. شاپا 1021-450X – به واسطهٔ نورمگز.
- دارایی، فریبرز (۷ بهمن ۱۳۹۶). «کتاب‌های «هامون» و «آژانس شیشه‌ای» رونمایی شدند». خبرگزاری مهر. ۴۲۱۱۲۰۱.
- درستکار، رضا (بهار ۱۳۷۹). «نمای عمومی سینمای ایران: برداشت ناتمام». فارابی. تهران: بنیاد سینمایی فارابی (۳۶): ۴–۲۳. شاپا 1022-3126 – به واسطهٔ نورمگز.
- درستکار، رضا (تابستان ۱۳۷۹). «موج‌ها و جریان‌های اصلی سینمای هفتاد ساله ایران». فارابی. تهران: بنیاد سینمایی فارابی (۳۷): ۷–۴۲. شاپا 1022-3126 – به واسطهٔ نورمگز.
- رستگار، علی (۳۱ شهریور ۱۳۹۷). «نفس کشیدن در هوای عباس و حاج کاظم». جام جم. سال نوزدهم (۵۲۰۶): ۹ – به واسطهٔ مگ‌ایران.
- رضوی، سید مسعود (۱ اسفند ۱۳۷۷). «تراژدی بلورین». همشهری. سال هفتم (۱۷۷۱): ۲۰.
- سرمدی، سیاوش (بهار ۱۳۷۷). «جشنواره از منظر فیلمنامه: سوژه‌های بکر، پرداخت نازل». نقد سینما. تهران: سوره مهر (۱۳): ۵۲–۵۶. شاپا 1023-8042 – به واسطهٔ نورمگز.
- سلامیان، علیرضا (مرداد ۱۳۹۱). «بعد از ظهر یک آژانس سگی!». مووی مگ. بایگانی‌شده از اصلی در ۲۰ دسامبر ۲۰۱۹. دریافت‌شده در ۲۱ شهریور ۱۳۹۸.
- سلیمانی، محمدعلی (۲۱ فروردین ۱۳۹۸). «خاطرات درون خانوادگی فجر سی و هفتم (۴): ظهور رئالیسم جادویی بر پرده نقره‌ای سینما». سینماپرس. ۱۱۰۰۹۱.
- شکوری، ابوالفضل (دی ۱۳۸۰). «بنیادگرایی هرگز مرادف با اسلام‌گرایی نیست». اندیشه جامعه. تهران (۲۱): ۳۴–۳۷ – به واسطهٔ پرتال جامع علوم انسانی.
- شیدفر، علی (۴ مهر ۱۳۷۷). «بهار سینما در فصل گرم تابستان». همشهری. سال ششم (۱۶۵۱): ۱۰.
- شیدفر، علی (۱۲ دی ۱۳۷۷). «فصل سبز سینما: نگاهی به سینمای ایران در فصل پاییز». همشهری. سال ششم (۱۷۳۲): ۱۰.
- صافاریان، روبرت (۲۹ تیر ۱۳۷۷). «گروگان‌گیری بی‌خطر». همشهری. سال ششم (۱۵۹۳): ۱۰.
- صفاریان، ناصر (نوروز ۱۳۷۷). «چون چرخ چرخیدن». فیلم. سال پانزدهم. شاپا 1019-6382 – به واسطهٔ وبگاه رسمی ناصر صفاریان.
- صفاریان، ناصر (۲۰ مرداد ۱۳۷۷). «سوگند سکوت». فیلم. سال شانزدهم (۲۲۳): ۳۹–۴۲. شاپا 1019-6382 – به واسطهٔ وبگاه رسمی ناصر صفاریان.
- صفاریان، ناصر (۲۰ مرداد ۱۳۷۷). «شخصیت متفاوت، وضعیت متشابه». فیلم. سال شانزدهم (۲۲۳): ۱۸–۱۹. شاپا 1019-6382 – به واسطهٔ وبگاه رسمی ناصر صفاریان.
- صفاریان، ناصر (بهمن ۱۳۷۸). «نادَرکجایی و بی‌دَرزمانی». فیلم. سال هفدهم (۲۴۷). شاپا 1019-6382 – به واسطهٔ وبگاه رسمی ناصر صفاریان.
- صفاریان، ناصر (آبان ۱۳۸۷). «تماشای شهر از آن بالابالاها». فیلم. سال بیست و ششم (۳۸۵): ۹۰. شاپا 1019-6382 – به واسطهٔ وبگاه رسمی ناصر صفاریان.
- عقیقی، سعید (۱۳۷۷). آژانس شیشه‌ای. نقد سینمای ایران. تهران: نشر قطره. شابک ۹۷۸۹۶۴۳۴۱۰۲۰۹.
- عقیقی، سعید (۱۳۹۶). آژانس شیشه‌ای. نقد سینمای ایران (ویراست دوم). تهران: سفیدسار. شابک ۹۷۸۶۰۰۵۴۵۳۹۱۱.
- غفاری، مصطفی (۱۳۹۵). از نیمهٔ خرداد. تهران: انتشارات انقلاب اسلامی. شابک ۹۷۸۶۰۰۹۳۱۳۵۱۸.
- فاضلی، محسن (دی و بهمن ۱۳۷۶). «گزارشی از پشت صحنه فیلم آژانس شیشه‌ای (تازه‌ترین فیلم ابراهیم حاتمی‌کیا)». سینما تئاتر. تهران (۲۶): ۱۴–۱۵ – به واسطهٔ نورمگز.
- فتحی، زهره؛ خاموشی، پانته‌آ (تابستان ۱۳۹۶). سالنامه آماری سینمای ایران سال ۱۳۷۷ (PDF). سازمان سینمایی کشور. بایگانی‌شده از اصلی (PDF) در ۵ اکتبر ۲۰۱۹. دریافت‌شده در ۲۴ سپتامبر ۲۰۱۹.
- فتحی، زهره؛ خاموشی، پانته‌آ (تابستان ۱۳۹۶). سالنامه آماری سینمای ایران سال ۱۳۷۸ (PDF). سازمان سینمایی کشور. بایگانی‌شده از اصلی (PDF) در ۲۲ سپتامبر ۲۰۱۹. دریافت‌شده در ۲۴ سپتامبر ۲۰۱۹.
- فتحی، زهره؛ خاموشی، پانته‌آ (پاییز ۱۳۹۶). سالنامه آماری سینمای ایران سال ۱۳۸۰ (PDF). سازمان سینمایی کشور. بایگانی‌شده از اصلی (PDF) در ۵ اکتبر ۲۰۱۹. دریافت‌شده در ۱۰ اکتبر ۲۰۱۹.
- فراستی، مسعود (آبان ۱۳۸۱). «بهترین فیلم‌های عمر ما: بهترین فیلم‌ها و فیلم‌سازان تاریخ سینما از نگاه ۵۵ منتقد سینمایی». نقد سینما. تهران: سوره مهر (۳۳): ۷۲–۸۷. شاپا 1023-8042 – به واسطهٔ نورمگز.
- فرقانی، افشین (پاییز و زمستان ۱۳۷۷). «بشارت‌دهنده حضوری روح‌بخش». نقد سینما. تهران: سوره مهر (۱۵): ۴۶–۴۹. شاپا 1023-8042 – به واسطهٔ نورمگز.
- فهیم، محمدتقی (۱۷ بهمن ۱۳۹۴). «زنده باشی «فرزند زمانه»!». سینماپرس. ۷۱۲۸۶.
- فهیم، محمدتقی؛ حسنی‌نسب، نیما (۲۵ اردیبهشت ۱۳۹۵). «ضدمردم یا با مردم؟». مثلث. سال ششم (۳۰۸): ۵۲–۵۴ – به واسطهٔ مگ‌لند.
- قادری، امیر (۱۱ مرداد ۱۳۸۸). «آژانس شیشه‌ای ۲ کجاست؟». سینمای ما. بایگانی‌شده از اصلی در ۴ اوت ۲۰۰۹. دریافت‌شده در ۱۰ اکتبر ۲۰۱۹.
- قاسمعلی، جابر (زمستان ۱۳۷۹). «سینمای ایران؛ شکستن امواج». فارابی. تهران: بنیاد سینمایی فارابی (۳۹): ۲۹–۳۶. شاپا 1022-3126 – به واسطهٔ نورمگز.
- کیانیان، رضا (۱۲ فروردین ۱۳۹۴). «روایت رضا کیانیان از ناگفته‌های ساخت آژانس شیشه‌ای». پارسینه. ۲۳۲۷۱۶.

- "Ajans-E Shisheh-I (1998)". Allmovie. Archived from the original on 10 October 2019. Retrieved 13 September 2019.
- "Aboulfazl Lireh". Siin Gallery. Archived from the original on 26 October 2021. Retrieved 13 September 2019.
- "Music plays major role in my paintings". Tehran Times. 5 July 2006. 122820.
- Esfandiary, Shahab (2012). Iranian Cinema and Globalization: National, Transnational, and Islamic Dimensions (به انگلیسی). Bristol: Intellect.
- Cheshire, Godfrey (16 February 1998). "Veil lifts slightly as Iran fest ends". Variety (به انگلیسی) – via The Free Library.
- Cheshire, Godfrey (23 February 1998). "The Glass Agency". Variety (به انگلیسی) – via The Free Library.
- Dabashi, Hamid (2001). Close Up: Iranian Cinema, Past, Present, and Future (به انگلیسی). London: Verso.
- Frodon, Jean-Michel (19 February 1998). "Coups de feu et coups de ciseaux au Festival du film de Téhéran". Le Monde (به انگلیسی) (15505): 28.
- Naficy, Hamid (2012). A Social History of Iranian Cinema, Volume 4: The Globalizing Era, 1984–2010 (به انگلیسی). Durham: Duke University Press.
- Rastegar, Kamran (2015). Surviving Images: Cinema, War, and Cultural Memory in the Middle East (به انگلیسی). Oxford: Oxford University Press.
- Sadr, Hamid Reza (2006). Iranian Cinema: A Political History (به انگلیسی). London: I.B. Tauris.
- Varzi, Roxanne (2006). Warring Souls: Youth, Media, and Martyrdom in Post-Revolution Iran (به انگلیسی). Durham: Duke University Press.
- Zeydabadi-Nejad, Saeed (2009). The Politics of Iranian Cinema: Film and Society in the Islamic Republic (به انگلیسی). Abingdon, Oxon: Routledge.